# QJY-201通用机枪
QJY-201通用机枪 是北方工业公司为中国人民解放军设计制造的通用机枪。该武器於2021年9月在珠海航展上公开亮相。该武器发射7.62×51mm NATO子弹，同时，其使用开放式枪机和短行程活塞傳動的特点使得其颇为不寻常。QJY-201採用了減輕重量的特徵，例如機匣採用輕質材料，可拆卸式織物彈藥袋，從而減輕了重量。

## 使用者
- 中国人民解放军